# Main Aisa Hi Hoon
Main Aisa Hi Hoon (hindi मैं ऐसा ही हूँ, urdu میں ایسا ہی ہوں) – bollywoodzki dramat sądowy i rodzinny wyreżyserowany w 2005 roku przez Harry Baweja. Film jest remakiem hollywoodzkiego „I am Sam” (z Seanem Pennem w roli głównej). W rolach głównych Ajay Devgan, Sushmita Sen, Esha Deol i Anupam Kher.

## Fabula
Maya Trivedi (Esha Deol) włóczy się po świecie nie znajdując miejsca dla siebie. Pozornie beztroska, lekkomyślna zagłusza zabawą i narkotykami smutek odrzucenia przez ojca milionera. Pewnego dnia nie zdąża na autobus. Grupa podobnych do niej hippisujących włóczęgów odjeżdża bez niej i Maya nagle stwierdza, że jest sama w Shimli. Szuka pomocy u przygodnie spotkanego mężczyzny, który właśnie zamyka obok przystanku kawiarenkę. „Neel” Indraneel Thakur (Ajay Devgan) to uwięziony w ciele dorosłego mężczyzny 7-letni chłopiec. Nie nadążający umysłowo za ludźmi, wyprzedza ich w wielkoduszności. Zabiera Mayę do domu. Dziewczyna – zagubiona, niewiedząca kim jest, czego chce, rozpaczliwie potrzebuje kogoś, kto by się nią troskliwie zajął, okazał jej serce. Kimś takim staje się dla niej Neel. Wkrótce ich radość z bycia dla siebie kimś jedynym, wyjątkowym wyraża się w bliskości, w wyniku której Maya spodziewa się dziecka. Rodzi się dziewczynka, której jednak Maya nie umie dać tego, czego jej kiedyś rodzice nie dali. Pewnego dnia znika pozostawiając córeczkę Neelowi.
Minęło 7 lat. Nie ma ludzi okazujących sobie więcej czułości niż Neel i jego córka Gungun (Rucha Vaidya). By nie urazić nie umiejącego czytać ojca, Gungun gotowa jest nawet przestać się uczyć. Nie chce mu sprawić przykrości przewyższając go wiedzą i umiejętnościami. Z miłości do niego, pragnie pozostać w jego naiwnym, ale i jasnym świecie. Matkę zastępuje mieszkająca w ich domu „ciocia” Ritu (Lillete Dubey). Tymczasem rzeczywista jej matka, Maya pogubiła się opuściwszy ich tak dalece, że właśnie gdzieś daleko od nich, samotna, zniszczona przez narkotyki popełnia samobójstwo. W ostatnim liście zawiadamia ojca, przez którego zawsze czuła się opuszczona, o córeczce, którą porzuciła w Shimli. Ojciec Mayi, Dayanath Trivedi (Anupam Kher) przyjechał z Londynu do miasteczka, aby zabrać dziewczynkę ze sobą do Anglii. Bardzo bogatemu człowiekowi nietrudno odebrać dziecko niepełnosprawnemu intelektualnie ojcu. Ale Neel zaczyna walczyć w sądzie korzystając z pomocy zestresowanej samotnie wychowującej synka, ale bardzo skutecznej w pracy adwokat Neeti Khanna (Sushmita Sen).

## Obsada
- Ajay Devgan – Indraneel „Neel” Thakur
- Sushmita Sen – adwokat Niti Sinha
- Esha Deol – Maya D. Trivedi
- Anupam Kher – Dayanath Trivedi
- Rucha Vaidya – Gungun
- Anjan Srivastav – Divesh Mathur
- Lillete Dubey – Ritu
- Naresh Suri – sędzia